# Adam Sýkora
Pour les articles homonymes, voir Sykora.
Adam Sýkora (né le 7 septembre 2004 à Piešťany en Slovaquie) est un joueur professionnel slovaque de hockey sur glace. Il évolue au poste d'attaquant. Il est le fils du joueur Roman Sýkora.

## Biographie

### Carrière en club
Formé au ŠHK 37 Piešťany, il rejoint les équipes de jeunes du HK Nitra. En 2020-2021, il découvre l'Extraliga slovaque avec le HK Nitra. Il est choisi au deuxième tour, en soixante-troisième position par les Rangers de New York lors du repêchage d'entrée dans la LNH 2022.

### Carrière internationale
Il représente la Slovaquie au niveau international. Il prend part aux sélections jeunes.

## Statistiques

### En club
| Saison    | Équipe                | Ligue              |    | Saison régulière | Saison régulière | Saison régulière | Saison régulière | Saison régulière |   | Séries éliminatoires | Séries éliminatoires | Séries éliminatoires | Séries éliminatoires | Séries éliminatoires |
| Saison    | Équipe                | Ligue              | PJ | B                | A                | Pts              | Pun              | PJ               | B | A                    | Pts                  | Pun                  |                      |                      |
| 2020-2021 | HK Nitra              | Extraliga slovaque | 15 | 0                | 2                | 2                | 2                | -                | - | -                    | -                    | -                    |                      |                      |
| 2020-2021 | Slovaquie M18         | 1.liga slovaque    | 13 | 3                | 6                | 9                | 6                | -                | - | -                    | -                    | -                    |                      |                      |
| 2020-2021 | HK Levice             | 1.liga slovaque    | 6  | 1                | 4                | 5                | 6                | 4                | 0 | 1                    | 1                    | 4                    |                      |                      |
| 2021-2022 | HK Nitra              | Extraliga slovaque | 46 | 10               | 7                | 17               | 6                | 19               | 2 | 3                    | 5                    | 2                    |                      |                      |
| 2021-2022 | Slovaquie M18         | 1.liga slovaque    | 3  | 0                | 0                | 0                | 2                | -                | - | -                    | -                    | -                    |                      |                      |
| 2022-2023 | HK Nitra              | Extraliga slovaque | 38 | 8                | 13               | 21               | 8                | 8                | 1 | 3                    | 4                    | 4                    |                      |                      |
| 2022-2023 | Wolf Pack de Hartford | LAH                | 2  | 0                | 0                | 0                | 0                | 4                | 0 | 1                    | 1                    | 0                    |                      |                      |

### En équipe nationale
| Année | Compétition                          |   | PJ | B | A | Pts | Pun | +/-                                      |  | Résultat |
| 2022  | Championnat du monde moins de 18 ans | 1 | 1  | 1 | 2 | 0   | 0   | Médaille d'or de la division 1, groupe A |  |          |
| 2022  | Championnat du monde junior          | 2 | 0  | 0 | 0 | 0   | 0   | Compétition annulée                      |  |          |
| 2022  | Championnat du monde                 | 6 | 2  | 1 | 3 | 0   | +2  | Huitième place                           |  |          |
| 2023  | Championnat du monde junior          | 5 | 1  | 0 | 1 | 0   | 0   | 6e place                                 |  |          |